# 황명
황명(黃命, 1931년 11월 20일~1998년 10월 2일)은 대한민국의 시인이다.

## 생애
1931년 경상남도 창녕 출신인 그는 성남고등학교, 동국대학교 국어국문학과를 나온 뒤 1955년에 《동아일보》 신춘문예에 시 《분수》가 당선되며 등단했다. 이후 국제펜클럽 한국본부 이사, 한국문인협회 이사장을 지냈다.
사후에는 그를 기리는 인동회(仁東會)에서 유고시집 출간했으며, 부천시 중앙공원에 시비를 세웠다. 또한 그가 가지고 있던 3천여 권의 시집은 서울 은평문화원 도서실에 기증되었다.